# Удельная стройка
Удельная стройка (тат. Үдилни ыструйка, Üdilni ıstruyka), Удельная слобода (тат. Удел бистәсе) — посёлок, находившийся на территории нынешнего Московского района Казани.

## Происхождение названия
Посёлок получил название «Удельная» из-за расположения на землях Казанской лесной дачи, принадлежавшей удельному ведомству; «стройками» же назывались посёлки, появившиеся на сопредельных с Казанью землях в конце XIX — начале XX века: Удельная стройка, Ивановская стройка, Новая (Ново-Кизическая) стройка, и.т.д.

## История
Посёлок возник не позднее 1904 года. В годы Первой мировой войны в посёлке были размещены беженцы из западных губерний Российской империи. На 1915 год на Удельной стройке имелись несколько предприятий: фабрика механического производства обуви Салахутдина Максудова, 2 предприятия лесоразработок, заведения по производству кожаных сумок, ружейных ремней, чехлов и патронташей, и другие. К 1920 году появились и учреждения образования: школа 1-й ступени № 58 (бывшее 48-е начальное училище), детский дом № 4, детский сад № 24 (открыт в 1919 году), 4 школы ликвидации безграмотности. На 3-й Удельной улице размещалось отделение милиции.
Территориально находилась на землях Каймарской волости, не состоя ни в одном сельсовете; по некоторым сведениям, в 1923 году, был образован сельсовет имени Калинина, а Удельная и Ивановская стройки были объединены в посёлок имени Калинина. После ликвидации Каймарской волости в середине 1924 года территории «строек» к северу от Казани перешли к Воскресенской волости (но не сами «стройки» — Воскресенский волисполком отказался принимать их в свой состав из-за того, что ожидалось их скорое присоединение к Казани).
Удельная стройка была присоединена к Казани постановлением ЦИК и СНК ТАССР от 2 ноября 1924 года. После вхождения в состав города вместе с Пороховой слободой и Ивановской стройкой была объединена в слободу Восстания.

## Расположение
Посёлок находился за северной границей города, ныне западнее слободы Восстания и южнее посёлка Левченко. Эта местность является центральной частью территории и «костяком» нынешнего Московского района.
Главные осевые проезды посёлка стали нынешними улицами Восстания (её западная часть; с востока на запад) и Восход (с юга на север).

## Улицы
Большинство улиц Удельной стройки имели слово «Удельная» в своём названии (1-я Удельная, 2-я Удельная, и.т.д.); в 1927 году все «удельные» улицы были переименованы в Союзные, причём при переименовании улицы не всегда сохраняли свой прежний «номер»:
- Удельная и Пушкинская улицы → улица 1-я Союзная (1927) → улица Соловецких Юнг (2005)
- 1-я Удельная ул. → улица 2-я Союзная (ныне не существует)
- 2-я Удельная ул. → улица 3-я Союзная (ныне не существует)
- 3-я Удельная ул. → улица 4-я Союзная → улица Анвара Каримова (2005)
- 4-я Удельная ул. → улица 6-я Союзная (1927) → улица Профессора Мухамедьярова (2005)
- 5-я Удельная ул. → улица 8-я Союзная (1927) → улица Восход (1964)
- 6-я Удельная ул. → улица 5-я Союзная (1927) → улица Шамиля Усманова (1964)
- 7-я Удельная ул. → улица 7-я Союзная (1927) → улица Васильченко (2009)
- 8-я Удельная ул. → улица 9-я Союзная (1927) → улица Восстания (1949)
- 9-я Удельная и Безымянная ул. → улица 12-я Союзная (1927) → улица Хасана Туфана (1984)
- 10-я Удельная и Безымянная ул. → улица 14-я Союзная (1927) → улица Исаева (1962)
- 11-я Удельная и Безымянная ул. → улица 10-я Союзная (1927)
- Безымянная ул. → улица Городская (1927)
- улица без названия → улица 11-я Союзная (1927) → улица Гагарина (1961)
- улица без названия → улица 13-я Союзная (1927) → улица Производственная (1961) → улица Академика Королёва (1977)

## Современность
В этой местности ныне находятся несколько микрорайонов массовой многоэтажной жилой застройки, а также ряд предприятий и других объектов: 
- в западной части — Технопарк «Химград» (бывший завод кинофотоплёнок «Тасма»), ПАТП-4, Электромеханический завод, Казанский Социально-Юридический институт, Парк Урицкого со спортивно-культурным центром «Московский, стадион «Тасма»;
- в северной части — железнодорожно-автобусный вокзал «Казань-2», станция метро «Северный вокзал»;
- в южной части — телерадиокомпания «Новый век», Московский рынок, станция метро «Яшьлек», для которой перед переименованием из проектного названия «Декабристов» в ходе интернет-голосования на сайте мэрии в мае 2012 года среди других вариантов также предлагалось, набрало немало голосов, но не было принято название «Удельная слобода» по исторической местности[14].

## Население
| 1908 | 1917  | 1920  | 1923  | 1926  |
| ---- | ----- | ----- | ----- | ----- |
| 768  | ↗6565 | ↘2997 | ↘1869 | ↘1795 |

Национальный состав (1920): русские — 2804 чел. (93,56%), татары — 157 чел. (5,24%), марийцы — 7 чел. (0,23%), чуваши — 2 чел. (0,07%), прочие — 38 чел. (1,27%).
Национальный состав (1926): русские — 1691 чел. (94,21%), татары — 92 чел. (5,13%), марийцы — 3 чел. (0,17%), прочие — 9 чел. (0,5%).